# دومينيك دوبسون
دومينيك دوبسون (بالإنجليزية: Dominic Dobson)‏ هو سائق سباق أمريكي، ولد في 14 سبتمبر 1957 في شتوتغارت في ألمانيا.

## روابط خارجية
- دومينيك دوبسون على موقع DriverDB.com (الإنجليزية)